# Matrice nilpotente
In algebra lineare una matrice quadrata {\displaystyle A} si dice nilpotente se esiste un intero non negativo {\displaystyle n} tale che
{\displaystyle A^{n}=0.}
Il più piccolo {\displaystyle n} per cui questo è vero è detto ordine (o indice) di nilpotenza di {\displaystyle A.}
Una matrice nilpotente ha tutti gli autovalori nulli, infatti, sia {\displaystyle \lambda } un autovalore di {\displaystyle A}, allora esiste un vettore {\displaystyle \mathbf {v} \neq \mathbf {0} } (un autovettore di {\displaystyle A}) tale che {\displaystyle A\mathbf {v} =\lambda \mathbf {v} }, da cui:
{\displaystyle A^{n}\mathbf {v} =\lambda ^{n}\mathbf {v} =\mathbf {0} ,}
siccome {\displaystyle \mathbf {v} \neq \mathbf {0} }, questo accade quando:
{\displaystyle \lambda ^{n}=0,}
da cui segue {\displaystyle \lambda =0.} Di conseguenza una matrice nilpotente ha traccia e determinante nulli.

## Esempi
La matrice
{\displaystyle M={\begin{bmatrix}0&0\\2&0\end{bmatrix}}}
è nilpotente, infatti:
{\displaystyle M^{2}={\begin{bmatrix}0&0\\2&0\end{bmatrix}}{\begin{bmatrix}0&0\\2&0\end{bmatrix}}={\begin{bmatrix}0&0\\0&0\end{bmatrix}}=0.}
Anche la matrice seguente è nilpotente:
{\displaystyle M={\begin{bmatrix}0&0&0&0\\1&0&0&0\\2&2&0&0\\4&3&1&0\\\end{bmatrix}},}
infatti:
{\displaystyle M^{2}={\begin{bmatrix}0&0&0&0\\0&0&0&0\\2&0&0&0\\5&2&0&0\\\end{bmatrix}};}
{\displaystyle M^{3}={\begin{bmatrix}0&0&0&0\\0&0&0&0\\0&0&0&0\\2&0&0&0\\\end{bmatrix}};}
{\displaystyle M^{4}={\begin{bmatrix}0&0&0&0\\0&0&0&0\\0&0&0&0\\0&0&0&0\\\end{bmatrix}}.}
Il blocco di Jordan di ordine {\displaystyle q} associato all'autovalore {\displaystyle 0} è una matrice nilpotente con ordine di nilpotenza {\displaystyle q}:
{\displaystyle J={\begin{bmatrix}0&1&0&0\\0&0&1&0\\0&0&0&1\\0&0&0&0\end{bmatrix}}.}
In generale, tutte le matrici triangolari {\displaystyle n\times n} con ogni elemento sulla diagonale principale uguale a {\displaystyle 0,} sono nilpotenti di ordine {\displaystyle n}.
Non è vero però che le matrici nilpotenti siano necessariamente triangolari. Ad esempio, la seguente matrice {\displaystyle 3\times 3} non è triangolare ma è nilpotente di ordine {\displaystyle 2}:
{\displaystyle M={\begin{bmatrix}0&3&0\\0&0&0\\0&9&0\\\end{bmatrix}},}
infatti:
{\displaystyle M^{2}={\begin{bmatrix}0&0&0\\0&0&0\\0&0&0\\\end{bmatrix}}.}

## Proprietà

### Ordine di nilpotenza
Se {\displaystyle A} è una matrice di ordine {\displaystyle n} nilpotente di ordine {\displaystyle k}, allora {\displaystyle 1\leq k\leq n}.

#### Dimostrazione
Siccome {\displaystyle A} è nilpotente di ordine {\displaystyle k} si ha {\displaystyle A^{k}=0}, per il teorema di Hamilton-Cayley si ha che {\displaystyle A} soddisfa il suo polinomio caratteristico {\displaystyle \chi _{A}(t)}. Siccome {\displaystyle \deg(\chi _{A}(t))=n} e {\displaystyle A^{k}=0} si ha {\displaystyle \chi _{A}(t)=t^{n}} e {\displaystyle A^{n}=0} (per Hamilton-Cayley), e quindi {\displaystyle 1\leq k\leq n}.

### Matrici simili e nilpotenti
Tutte le matrici simili a una matrice nilpotente sono a loro volta nilpotenti.

#### Dimostrazione
Si considerino due matrici simili {\displaystyle A} e {\displaystyle B} con {\displaystyle A} nilpotente di ordine {\displaystyle n.} In quanto simili, esiste una matrice invertibile {\displaystyle P} tale che {\displaystyle B=P^{-1}AP}. Allora
{\displaystyle B^{n}=(P^{-1}AP)(P^{-1}AP)\cdots (P^{-1}AP)}
{\displaystyle =P^{-1}A(PP^{-1})A(PP^{-1})\cdots (PP^{-1})AP}
{\displaystyle =P^{-1}A^{n}P=P^{-1}0P=0.}
Quindi anche {\displaystyle B} è nilpotente.

### Endomorfismi nilpotenti
Consideriamo uno spazio vettoriale {\displaystyle V}, definito su un campo e di dimensione {\displaystyle n}, e sia {\displaystyle f\colon V\to V} un endomorfismo, allora possiamo rappresentare {\displaystyle f} tramite una matrice quadrata di ordine {\displaystyle n}, sia essa {\displaystyle A}. Diciamo che {\displaystyle f} è un endomorfismo nilpotente di ordine {\displaystyle k} se e solo se lo è la matrice rappresentativa {\displaystyle A}.